# 中国证券登记结算
中国证券登记结算有限责任公司，简称中国结算或中证登。是中华人民共和国的证券登记结算机构。
公司为依据《中华人民共和国证券法》和《中华人民共和国公司法》，于2001年3月30日成立的，由中国证监会直接监管。2001年9月，原隶属于上交所、深交所的上海证券中央结算公司与深圳证券登记结算公司分别变更为中国证券登记结算公司的上海公司与深圳分公司，其证券登记结算业务也全部并入。